# Svoi
Svoi è un film del 2004 diretto da Dmitrij Meschiev.

## Trama
Giugno 1941: i tedeschi sorprendono i sovietici, e fanno tanti prigionieri. Siccome uccidono i commissari politici, due di loro scappano con un semplice soldato, Mitko, il cui villaggio non è lontano. Si nascondono dunque da suo padre. I rapporti tra i tre uomini diventano diversi col tempo. Quanto tempo però riusciranno a vivere così, senza che nessuno se ne renda conto, o li denunci presso gli occupanti?

## Riconoscimenti
- 2004 - Festival cinematografico internazionale di Mosca
  - Giorgio d'oro